# Friedrich von Hagedorn
Pour les articles homonymes, voir Hagedorn.
Friedrich von Hagedorn né le 23 avril 1708 à Hambourg où il est mort le 28 octobre 1754, est un poète allemand.

## Biographie
Hagedorn étudia le droit à léna et résida quelque temps à Londres comme secrétaire de l’ambassadeur du Danemark, avant de revenir dans sa ville natale, où il fut secrétaire d’une société commerciale anglaise.
Grand admirateur de la littérature française, Hagedorn a joui, comme poète, d’une grande célébrité dans tout le XVIIIe siècle, complétant, avec Haller, la révolution littéraire. Tandis que celui-ci donnait à la poésie une noblesse sévère, Hagedorn y introduisait la grâce, la souplesse, l’élégance. Wieland l’appelle « l’Horace de l’Allemagne ». Formé par l’étude des anciens et des écrivains français et anglais, il imita surtout les auteurs français de poésies légères, tels que Chapelle et Chaulieu dont il s’efforça de transporter le badinage fin et délicat dans sa nation grave. Il s’appelait lui-même « un débauché », mais c’était un de ces débauchés de bon ton, pour qui le plaisir est une forme de la sagesse. Aussi le culte de la volupté ne le détournait pas des genres de la poésie plus sévère, la poésie morale, didactique et satirique.
Les poésies qu’il a composé se remarquent par l’originalité des pensées et la pureté du style : le Sage, 1741 ; la Félicité, 1743 ; l’Amitié, poèmes didactiques, des Contes en vers et une satire, le Savant.
Hagedorn eut également du succès dans l’épigramme, mais il a gardé surtout son rang, comme fabuliste, et il a trouvé le cadre, la forme et le ton adoptés dans la fable par Lessing et toute son école. Le mérite de Hagedorn est assez peu apprécié des étrangers. Germaine de Staël dit de lui, comme de Gellert, de Weiße, etc., que « ses ouvrages n’étaient que du français appesanti ; rien d’original, rien qui fût conforme au génie naturel de sa nation. » Ses vers ont dû une bonne part de leur popularité à la science du rythme, varié avec beaucoup d’art et curieusement travaillé. Quelques pièces sont encore aujourd’hui dans la mémoire de beaucoup d’Allemands.
Ses œuvres complètes ont été publiées à Hambourg, 1800, 5 vol. in-8°. La principale édition de ses Œuvres poétiques a été donnée par Eschenburg (Poetische Werke, Hambourg, 1800, 5 vol.). Quelques-unes ont été traduites par Huber, dans son Choix de poésies allemandes, 1766.
Il était le frère de Christian Ludwig von Hagedorn.